# Barbadošani
Barbadošani (Bajani), maleni germanizirani narod nastanjen na otoku Barbados u Karipskom moru. Sami sebe oni neslužbeno nazivaju Bajan. Barbadošani su nastali kroz četiristogodišnju povijest miješanjem različitih rasa, poglavito afričke s manjim postotkom azijske, indijske i bijele. Kako na otoku nije bilo zlata, prvu koloniju osnovali su tek 1625. Englezi, da bi Barbados 1966. postao nezavisna suverena nacija.

## Populacija
Danas njih oko 260,000 živi većinom u manjim gradovima Bridgetown, Speightstown, Holetown i Oistens, a ostali u manjim ruralnim naseljima.

## Festival Crop over
Šećer je kroz cijelu povijest Barbadosa bio poljoprivredni proizvod broj jedan. Danas je polja šećerne trske, na čijim su poljima nekad radili kao robovi, sve manje, a okosnicu ekonomije preuzima turizam, ali je Crop over, kojim se najavljuje završetak radova na poljima šećerne trske, ostao njihov najveći i najpopularniji festival. Crop ove započinje u srpnju i traje pet tjedana. Vrhunac mu je velika parada "Grand Kadooment" (vidi), koja uvijek pada na prvi ponedjeljak u ožujku.

## Jezik
Jezik Barbadošana je bajanski ili barbadoški kreolski engleski. 259,000 govornika (1995).

## Poznati i slavni Barbadošani
Pjevačica Rihanna Fenty; Rupert Clarke (soca-glazbenik); Sir Garfield Sobers (najbolji igrač kriketa od 1952. do 1974.), a proglašen je i jednim od deset barbadoških heroja, Irving Burgie. Herojima su proglašeni još 9 Barbadošana, to su: Bussa, Sarah Ann Gill, Samuel Jackman Prescod, Charles Duncan O'Neal, Grantley Herbert Adams, Clement Osbourne Payne, Hugh Worrell Springer, Frank Leslie Walcott i Errol Walton Barrow.